# Front Narodowy Czechów i Słowaków

Symbol Frontu Narodowego Czechów i Słowaków

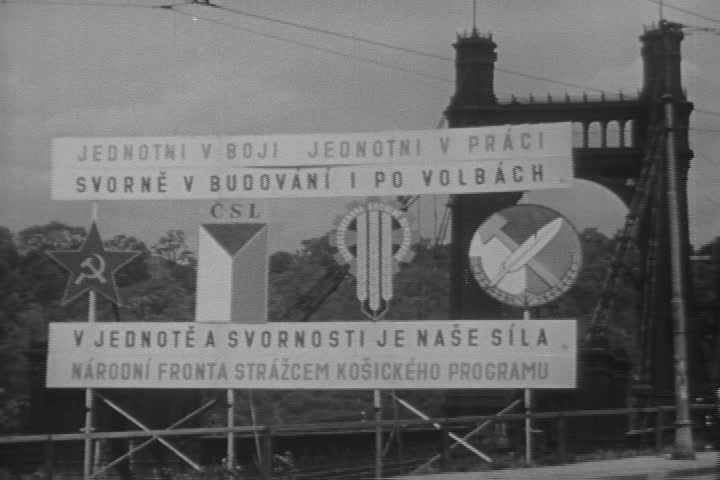
Plakaty Frontu Narodowego w 1947

Front Narodowy Czechów i Słowaków (cz. Národní fronta Čechů a Slováků, słow. Národný front Čechov a Slovákov) – grupa partii kierowanych przez Komunistyczną Partię Czechosłowacji, później należały do niego także organizacje społeczne, np. związek wędkarski.

## Partie wchodzące w skład Frontu Narodowego (od 1943 do 1948)
- Komunistyczna Partia Czechosłowacji

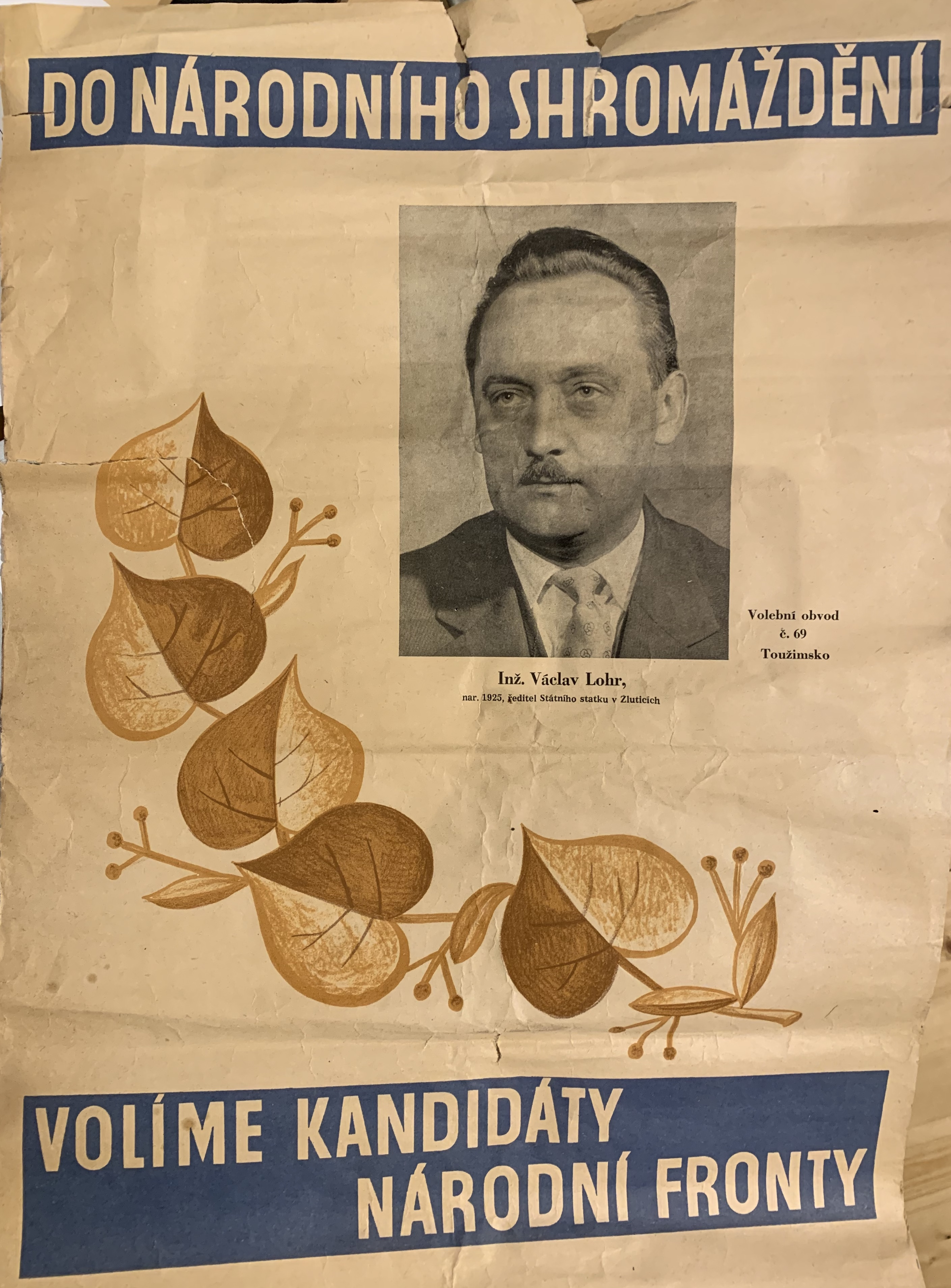
Plakat Frontu Narodowego z 1960

- Komunistyczna Partia Słowacji
- Partia Demokratyczna
- Czechosłowacka Socjaldemokracja
- Czeska Partia Narodowo-Społeczna
- Czechosłowacka Partia Ludowa
- Partia Wolności
- Partia PracyPlakat Frontu Narodowego z 1960